# Спектр люмінесценції

Спектр люмінесценції фенантрену в етанолі при 77 K. Лінії спектру в області (30÷25)·10^{3} см^{−1} відповідають флюоресценції, а в області (22÷15)·10^{3} см^{−1} — фосфоресценції (в проміжній області спектри перекриваються).

Спе́ктр люмінесце́нції — залежність від інтенсивності люмінесценції від частоти або від довжини хвилі.
Спектр люмінесценції вимірюється при збудженні речовини на певній частоті, яка зазвичай відповідає піку в спектрі збудження люмінесценції. Випромінювання речовини детектується залежно від частоти.
Збуджені молекули, перш ніж випромінити, релаксують, розсіюючи свою енергію. Тому випромінювання відбувається на частоті нижчій, ніж частота збудження.